# Боувер, Иван Васильевич
Иван Васильевич Боувер (1742—1822) — военный и государственный деятель Российской империи, генерал-поручик, тайный советник, сенатор, правитель Олонецкого наместничества.

## Биография
Происхождением из дворян Смоленской губернии.
В 1760—1764 годах учился и окончил кадетский сухопутный корпус, был выпущен в генеральный штаб подпоручиком и первоначально работал картографом. Принимал участие в 1763 году в составлении карты Ингерманландии, а в 1764 году — карты всей России.
Оставался в генеральном штабе до 1773 года. Принимал участие в русско-турецкой войне, сражался в 1769 году под Хотином и Яссами, а также производил картографические съемки между Прутом и Дунаем. Затем в 1770 году он участвовал в сражениях при Ларге и Кагуле и во взятии Браилова, а в 1773 году — в атаке Силистрии.
В том же году Боувер, в чине подполковника (с 8 декабря 1771 года), был выпущен из генерального штаба в орловский пехотный полк, в котором остался до конца военных действий. В 1776 и 1777 годах Боувер состоял при графе Румянцеве-Задунайском и составлял «генеральную карту Молдавии, Валахии, полуострова Крыма и Кубани, с показанием всех действий прошлой турецкой войны и с назначением мест сражений».
22 сентября 1778 году Боувер, в чине полковника, был переведен в Белозерский 13-й пехотный полк, с которым в 1782 году стоял на Буге у Очакова, а в 1783 году участвовал в занятии Крыма.
Произведённый 21 апреля 1785 года в бригадиры, а 21 апреля 1787 года — в генерал-майоры, Боувер в 1788 году формировал в Санкт-Петербурге батальоны для похода с флотом в Средиземное море, но начавшаяся война со шведами привела к посылке этих батальонов (и Боувера), в Финляндию, где он сражался в 1789 году при Лыкола, Гекфорсе и Гервикосках, а в 1790 году — при Сутоловой и Тавастильском постах.
В 1791 году Боувер работал над укреплением Роченсальма, а в следующем году оставил строевую службу.
22 сентября 1792 года был назначен правителем Олонецкого наместничества. 1 января 1795 года получил чин генерал-поручика.
12 декабря 1976 года в связи с ликвидацией Олонецкого наместничества назначен сенатором.
19 декабря 1796 года назначен в первый департамент Правительствующего Сената.
В 1797 году Боувер получил ранг тайного советника, 9 декабря того же года назначен во временный апелляционный департамент Сената.
19 декабря 1799 года уволен со службы по собственному желанию с сохранением жалованья.

## Семья
Старший брат Я. В. Боувер — первый шеф Екатеринбургского мушкетёрского полка.